# Eucalyptus dives
Eucalyptus dives är en myrtenväxtart som beskrevs av Johannes Conrad Schauer. Eucalyptus dives ingår i släktet Eucalyptus och familjen myrtenväxter. Inga underarter finns listade i Catalogue of Life.

## Bildgalleri

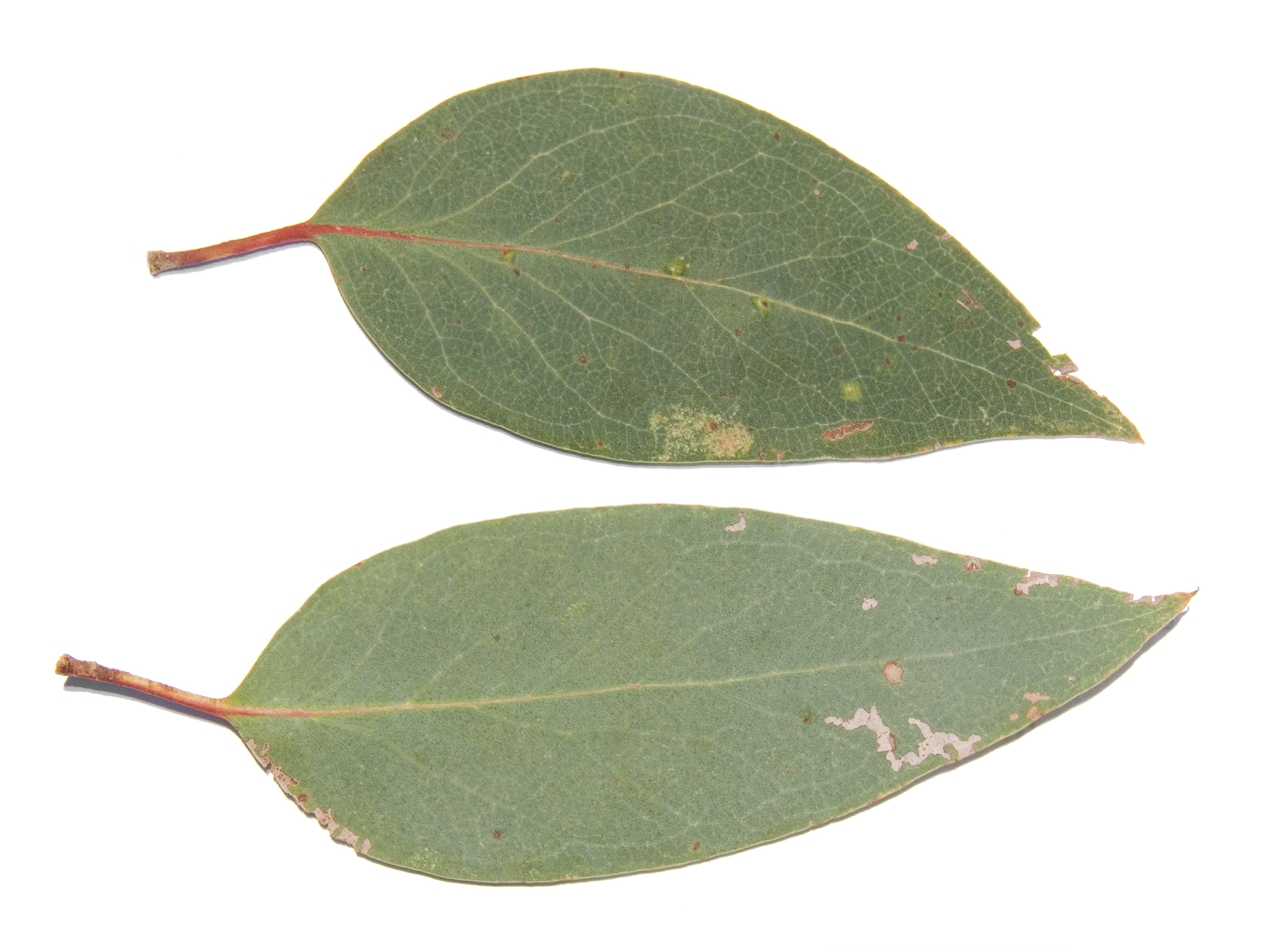
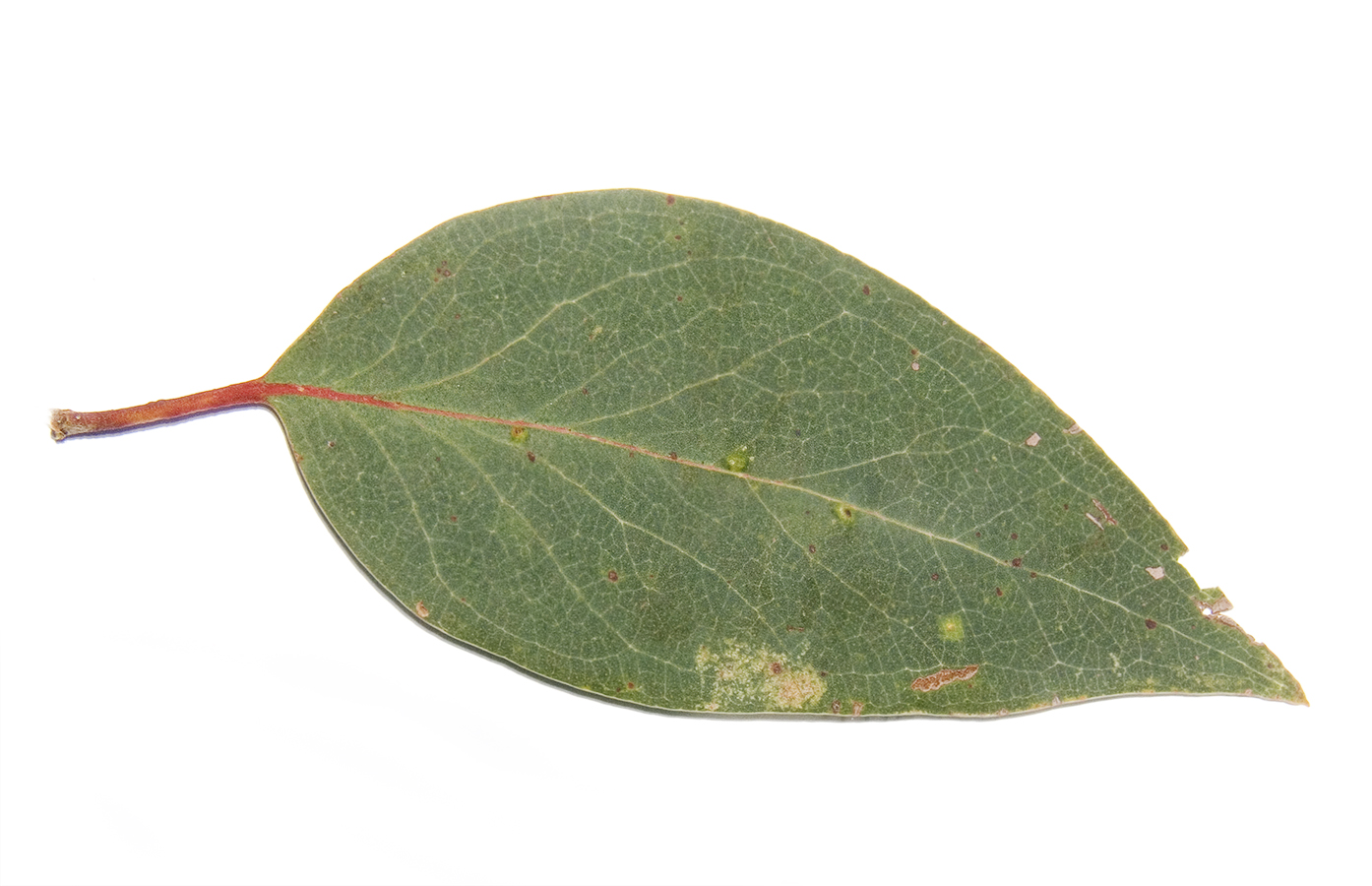
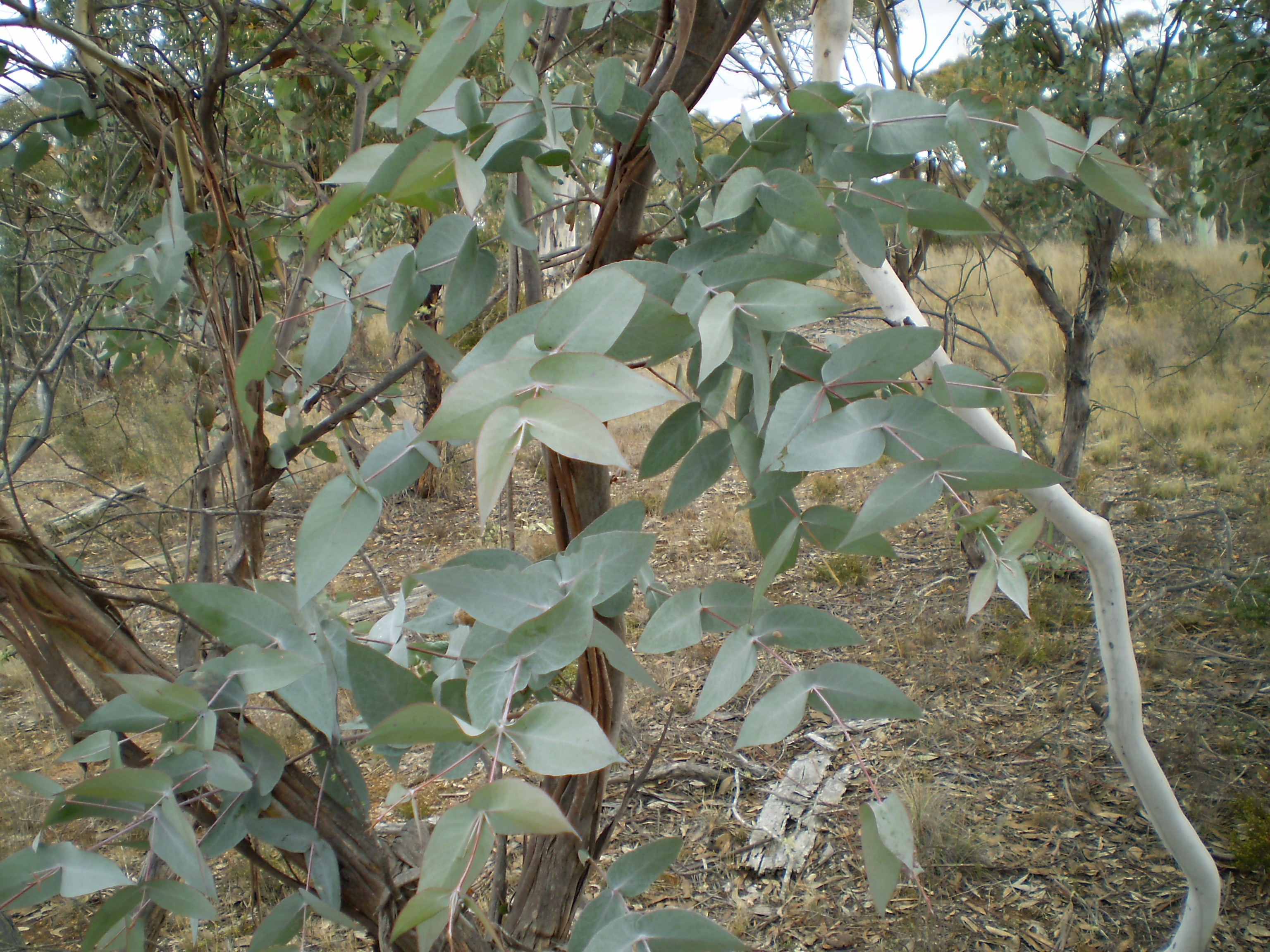
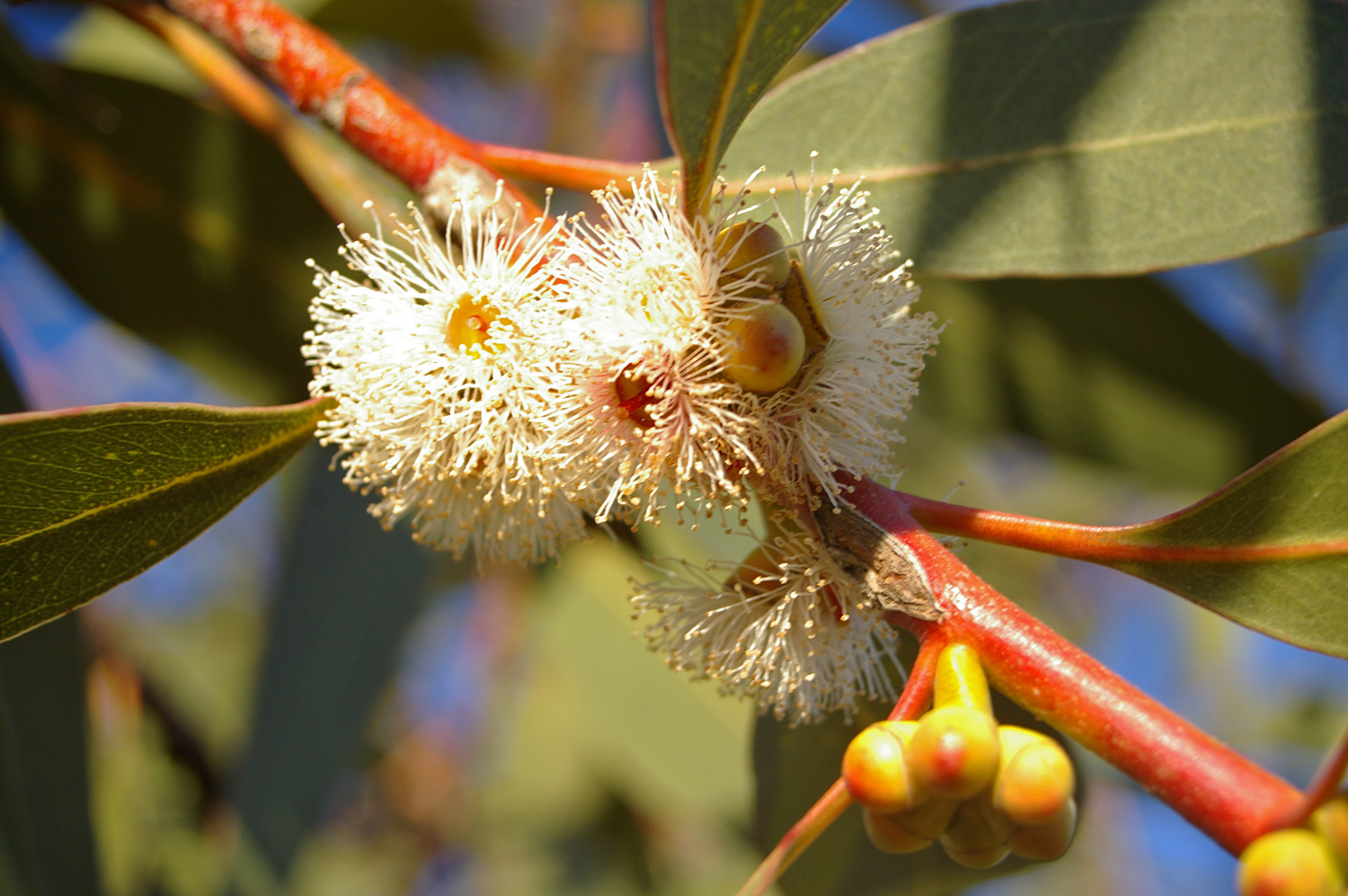